# Moldávia nos Jogos Olímpicos

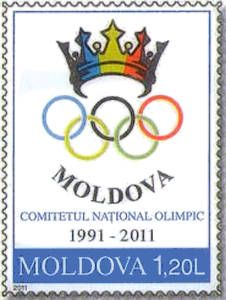
Selo moldávio de 2011 em comeração dos 20 anos da fundação do Comitê Olímpico Nacional

A Moldávia participou pela primeira vez dos Jogos Olímpicos como uma nação independente em 1994 e mandou atletas para competirem em todos os Jogos desde então.
Anteriormente, atletas moldavos competiam como parte da União Soviética de 1952 a 1988, e após a dissolução da União Soviética, a Moldávia fez parte do Time Unificado em 1992.
Atletas moldavos ganharam um total de 5 medalhas nos Jogos Olímpicos de Verão, em quatro diferentes esportes. A nação nunca ganhou medalhas nos Jogos Olímpicos de Inverno.
O Comitê Olímpico Nacional da Moldávia foi criado em 1991 e reconhecido pelo COI em 1993.

## Lista de Medalhistas
| Medalha           | Nome                              | Jogos        | Esporte  | Evento                         |
| ----------------- | --------------------------------- | ------------ | -------- | ------------------------------ |
| Medalha de prata  | Nicolae Juravschi Viktor Reneysky | 1996 Atlanta | Canoagem | C-2 500 metros masculino       |
| Medalha de bronze | Serguei Moureiko                  | 1996 Atlanta | Luta     | Luta greco-romana - 100-130 kg |
| Medalha de prata  | Oleg Moldovan                     | 2000 Sydney  | Tiro     | Alvo móvel                     |
| Medalha de bronze | Vitaly Grusac                     | 2000 Sydney  | Boxe     | Peso meio-médio                |
| Medalha de bronze | Veaceslav Gojan                   | 2008 Pequim  | Boxe     | Peso Galo                      |

## Quadro de Medalhas

### Medalhas por Jogos
| Jogos               | Ouro | Prata | Bronze | Total |
| 1994 Lillehammer    | 0    | 0     | 0      | 0     |
| 1996 Atlanta        | 0    | 1     | 1      | 2     |
| 1998 Nagano         | 0    | 0     | 0      | 0     |
| 2000 Sydney         | 0    | 1     | 1      | 2     |
| 2002 Salt Lake City | 0    | 0     | 0      | 0     |
| 2004 Atenas         | 0    | 0     | 0      | 0     |
| 2006 Turim          | 0    | 0     | 0      | 0     |
| 2008 Pequim         | 0    | 0     | 1      | 1     |
| Total               | 0    | 2     | 3      | 5     |

### Medalhas por Esporte
| Jogos    | Ouro | Prata | Bronze | Total |
| Canoagem | 0    | 1     | 0      | 1     |
| Tiro     | 0    | 1     | 0      | 1     |
| Boxe     | 0    | 0     | 2      | 2     |
| Lutas    | 0    | 0     | 1      | 1     |
| Total    | 0    | 2     | 3      | 5     |